# 內布拉斯加州州旗

內布拉斯加州州旗

內布拉斯加州州旗以藍色為底，中央為內布拉斯加州州徽，這個設計自1925年起為州政府採用，但直到1963年才正式明定為州旗。內布拉斯加州是全美國最晚正式明定州旗的幾個州之一。
在2001年由北美旗幟協會所進行的一項調查中，內布拉斯加州州旗在美加共72幅旗幟中名列第71名。

## 外部資料
- History of the Nebraska